# Зыкин, Иван Семёнович
Иван Семёнович Зыкин (р. 4 августа 1952 года, Москва, СССР) — российский юрист, арбитр, учёный-правовед. Доктор юридических наук, профессор кафедры международного частного права Всероссийской Академии внешней торговли. Первый заместитель Председателя Международного коммерческого судебного арбитража при Торгово-промышленной палате Российской Федерации.

## Биография

### Образование и карьера
Родился 4 августа 1952 года в Москве.
В 1974 году окончил Международно-правовой факультет Московского Государственного института международных отношений.
С 1974 по 1982 год работал в Министерстве внешней торговли СССР старшим юридическим консультантом, затем — заместителем начальника отдела.
В период с 1978 по 1981 год принимал участие в переговорах по ряду двухсторонних международных договоров по вопросам налогообложения (в том числе со Народной Республикой Болгария, Королевством Норвегия, Королевством Швеция и др.).
С 1979 по 1981 год — участник советской делегации нескольких Конференции ООН по Международному кодексу поведения в области передачи технологии под эгидой ЮНКТАД.
С 1982 года по наше время — профессор Академии внешней торговли Министерства внешней торговли СССР/Российской Федерации.
С 1987 по 1992 год — старший научный сотрудник, начальник отдела в НИИ внешнеэкономических связей.
В 1980 году прошёл обучение в аспирантуре Московского государственного института международных отношений (МГИМО), присвоена ученая степень кандидата юридических наук.
В 1998 году — участник дипломатической конференции по конвенциям о факторинге и лизинге под эгидой ЮНИДРУА.
В период с 1988 по 1989 год в рамках ЮНСИТРАЛ принимал участие в разработке основополагающих юридических норм по вопросам электронного перевода денежных средств.
В 1992 году получил степень доктора юридических наук, защитив диссертацию в Институте законодательства и сравнительного правоведения.
С 1992 года по наше время — ведущий научный сотрудник, затем (с 2004) руководитель Сектора правовых проблем международных экономических отношений Института государства и права РАН.
С 1993 года по наше время — Заместитель председателя Международного коммерческого арбитражного суда при Торгово-промышленной палате (ТПП) Российской Федерации.
Свободно владеет английским, немецким, французским языками.

### Награды и премии
- Медаль Анатолия Кони[1]
- Почетный знак Торгово-промышленной палаты Российской Федерации за развитие арбитража в Российской Федерации

## Юридическая практика

### Юридическая, арбитражная и третейская деятельность
Широко известен в качестве международного арбитра по коммерческим и инвестиционным спорам, включен в список арбитров Третейского суда для разрешения экономических споров при ТПП РФ, Арбитражной комиссии при Московской межбанковской валютной бирже, Арбитражного суда при Болгарской ТПП, Международного коммерческого арбитражного суда г. Вильнюса (Литва) и ряда других арбитражных учреждений.
Являлся арбитром в более чем 200 международных арбитражных разбирательствах, в том числе проводившихся по Регламентам Стокгольмской торговой палаты, Международной торговой палаты, Американской арбитражной ассоциации и ЮНСИТРАЛ.
С 1992 года — по настоящее время партнер в Адвокатском бюро «Андрей Городисский и Партнеры».
С 1993 г. Заместитель Председателя, арбитр Международного коммерческого арбитражного суда при Торгово-промышленной палате РФ.
С 2003 года — арбитр Третейского суда ПАО «Газпром».

### Научная, экспертная и законотворческая деятельность
Специализируется на проблемах международного частного права, прежде всего касающихся внешнеэкономической деятельности и коммерческого арбитража. Автор более чем 70 работ по указанной тематике, опубликованных как в России, так и за границей. Выступает с докладами по вопросам международного частного права и коммерческого арбитража на многочисленных конференциях в России и за рубежом, а также читает лекции в России и за границей (в том числе в университетах Хельсинки, Торонто и Онтарио) по вопросам международного частного права, договорного права и разрешения споров.
Участвовал в подготовке проектов ряда российских законов, в частности — раздела о международном частном праве Гражданского кодекса Российской Федерации, а также международных соглашений в рамках Конференции ООН по торговле и развитию (ЮНКТАД), Комиссии ООН по праву международной торговли (ЮНСИТРАЛ), Гаагской конференции по международному частному праву, Международного института унификации частного права (ЮНИДРУА).
Внёс значительный вклад в разработку документов, регламентирующих деятельность арбитражных учреждений при Торгово-промышленной палате Российской Федерации — Международного коммерческого арбитражного суда и Морской арбитражной комиссии.
Играл активную роль в разработке документов, касающихся деятельности арбитражных учреждений при Торгово-промышленной палате РФ.
- Научно-консультативный совет по вопросам международного права при Министерстве юстиции Российской Федерации[4]
- Член научно-консультативного совета при Международно-правовой секции Верховного Суда Российской Федерации[5].
- Член научно-консультативного совета при Арбитражном суде Московского округа[6].

### Участие в редакциях научных журналов
- С марта 2019 года по настоящее время — член редакционной коллегии журнала «Коммерческий арбитраж» Торгово-промышленной палаты Российской Федерации[7].

### Диссертации
- Зыкин И. С. Обычаи и обыкновения в международной торговле: диссертация на соискание учёной степени кандидата юридических наук: 12.00.03 / Зыкин Иван Семенович — ; Московский государственный институт международных отношений МИД СССР. — М., 1979. — 193 с. — Библиогр.: с. 174—193[8].
- Зыкин И. С. Внешнеэкономические отношения: теория и практика правового регулирования: диссертация на соискание учёной степени доктора юридических наук: 12.00.03 / Зыкин Иван Семенович — ; Всероссийский научно-исследовательский институт внешнеэкономических связей. — М., 1991. — 354 с. — Библиогр.: с. 323—354[9].

### Монографии
- Обычаи и обыкновения в международной торговле : Понятие, применение, формирование, применимое право, типовые контракты / И. С. Зыкин. — М. : Междунар. отношения, 1983. — 158 с.; 20 см[10].
- Договор во внешнеэкономической деятельности / И. С. Зыкин. — М. : Междунар. отношения, 1990. — 221,[1] с.; 20 см; ISBN 5-7133-0209-1[11].
- Зыкин И. С. Внешнеэкономические операции: право и практика. — Междунар. отношения, 1994[12].

### Составитель и редактор
- Кабалкин А. Ю. и др. Комментарий к Гражданскому кодексу Российской Федерации. — 2009.
- Лисицын-Светланов А. Г. и др. Научно-практический комментарий к Гражданскому кодексу РФ в 2 т. Том 2. Части третья, четвертая ГК РФ. — 2011.

### Избранные публикации в научно-практических журналах
- Зыкин И. С. Гаагские принципы в выборе применимого права к международным коммерческим договорам //Актуальные правовые аспекты современной практики международного коммерческого оборота. — 2016. — С. 73-93. Зыкин И. С. Мои учителя //В. А. Кабатов, С. Н. Лебедев: In Memoriam. — 2017. — С. 126—130.